# Pongsakorn Samathanered
Pongsakorn Samathanered (thailändisch พงศกร สมรรถนเรศวร์, * 3. April 1992 in Bangkok), auch als O bekannt, ist ein thailändischer Fußballspieler.

## Karriere
Pongsakorn Samathanered spielte bis 2016 beim Navy FC. Der Verein aus Sattahip spielte in der ersten Liga, der Thai Premier League. Ende 2016 verließ er den Club. Wo er 2017 gespielt hat, ist unbekannt. 2018 kehrte er wieder zur Navy zurück, wo er zweimal während der Saison im Tor stand. Nach Ende der Saison musste der Club in die zweite Liga absteigen. Pongsagorn Samathaneres verließ den Club und schloss sich dem Erstligisten Suphanburi FC aus Suphanburi an. Für Suphanburi stand er dreimal in der ersten Liga zwischen den Pfosten. Ende Mai 2021 verließ er Suphanburi und schloss sich dem Drittligisten Nakhon Si United FC an. Mit dem Verein spielte er in Southern Region der Liga. Am Ende der Saison 2021/22 feierte er mit dem Verein die Vizemeisterschaft der Region. Als Vizemeister nahm er an der National Championship der dritten Liga teil. Hier belegte man den dritten Platz und stieg in die zweite Liga auf. Nach dem Aufstieg verließ er den Verein und schloss sich im Juni 2022 dem Erstligaabsteiger Suphanburi FC an. Bei dem Zweitligisten kam er in zwei Spielzeiten achtmal zum Einsatz. Im Sommer 2024 wechselte er zum Drittligisten Phatthalung FC. Mit dem Verein aus Phatthalung spielt er in der Southern Region der Liga.

## Erfolge
Nakhon Si United FC
- Thai League 3 – South: 2021/22 (Vizemeister)
- National Championship: 2021/22 (3. Platz)  ▲